# Вілла (ураган, 2018)

Ураган Вілла (англ. Hurricane Willa) — тихоокеанічний циклон, що переріс в ураган 5 категорії за шкалою ураганів Саффіра-Сімпсона. Швидкість вітру (постійна за 1 хвилину) досягає 260 км/год. Найнижчий атмосферний тиск — 925 мбар (693 мм рт. ст.). Сформувався 20 жовтня в Тихому океані. Це 22-й найменований циклон та 13-й ураган (3-й — 5 категорії) у сезоні тихоокеанічних ураганів.
За даними Національного центру ураганів прямує до Мексики та вийде на сушу приблизно 23—24 жовтня. У Мексиці було оголошено штормове попередження.

## Метеорологічна історія
Спочатку виник в Атлантиці як тропічні хвилі, за якими Національний ураганний центр почав спостерігати з 14 жовтня в південно-західному Карибському морі. У цей же день була сформована зона низького тиску. 15 жовтня система рухалася на південний схід від півострову Юкатан та, наближаючись до землі, зіткнулась із сприятливішими умовами. 17 жовтня система швидко зоорганізувалась та попрямувала до східної частини Тихого океану. Однак система не змогла нормально перетворитися в тропічний циклон і ставала більш дезорганізованою наступного дня і відділена частина, попрямувавши на схід, утворила тропічний циклон Вінсент. Поступово основна частина почала відновлюватися і 20 жовтня перетворилась на тропічну депресію біля берегів південно-східної Мексики, а упродовж декількох годин, о 15:00 UTC система зміцніла і утворила тропічний шторм, що отримав ім'я Вілла. 21 жовтня о 3:00 UTC, після швидкої інтенсивності, стала сильним тропічним штормом, о 21:00 UTC — ураганом 1 категорії, о 15:00 — 2 категорії, змінивши напрямок на північ. Того ж дня о 21:00 UTC Вілла стала ураганом 3 категорії, а о 22:30 UTC — 4-ї, а 22 жовтня о 15:00 UTC — 5-ї, ставши третім таким ураганом у сезоні тихоокеанічних ураганів 2018 року. 23 жовтня ураган упродовж дня послабшав до 3 категорії